# Munjong de Koryo
Munjong (29 de diciembre de 1019 - 2 de septiembre de 1083) fue el undécimo monarca de la Dinastía Koryo, que gobernó Corea desde 1046 hasta 1083.
El Rey Munjong nació en 1019, y reinó desde 1046 hasta su muerte en 1083. Durante su reinado, el gobierno central de Koryo obtuvo completa autoridad y poder sobre los señores locales. Munjong, y más tarde los Reyes, enfatizaron la importancia del liderazgo civil sobre el militar. Munjong expandió las fronteras de Corea hacia el norte hasta los ríos Yalu y Tumen.
El cuarto hijo de Munjong, Uicheon (nacido en 1055), se convirtió en un sacerdote budista que fundó el Cheontae como una escuela independiente de budismo.

## Familia
- Padre: Rey Hyeonjong de Koryo (1 de agosto de 992 - 17 de junio de 1031) (고려 현종)
  - Abuelo: Rey Sunjong de Koryo (? - 7 de julio de 996) (고려 안종)
  - Abuela: Reina Heonjeong del clan Kaesong Wang (966 - 1 de julio de 992) (헌정왕후 왕씨)
- Madre: Reina Wonhye del clan Ansan Kim (? - 30 de junio de 1022) (원혜태후 김씨)
  - Abuelo: Kim Eun-Bu (? - 1017) (김은부)
  - Abuela: La Gran Dama Ansan del clan Lee (안산군대부인 이씨)

Consortes:
1. Reina Inpyeong del clan Ansan Kim (인평왕후 김씨)
2. Reina Inye del clan Incheon Lee (1031 - 1092) (인예왕후 이씨)
  1. Rey Sunjong de Koryo (28 de diciembre de 1047 - 5 de diciembre de 1083) (고려 순종)
  2. Rey Seonjong de Koryo (9 de octubre de 1049 - 17 de junio de 1094) (고려 선종)
  3. Rey Sukjong de Koryo (2 de septiembre de 1054 - 10 de noviembre de 1105) (고려 숙종)
  4. Uicheon (28 de septiembre de 1055 - 5 de octubre de 1101) (의천)
  5. Wang Su, Príncipe Sangan (? - 6 de marzo de 1095) (왕수 상안공)
  6. Dosaeng (? - 1112) (도생승통)
  7. Wang Bi, Príncipe Geumgwan (? - 14 de abril de 1092) (왕비 금관후)
  8. Wang Eum, Príncipe Byeonhan (? - 12 de septiembre de 1086) (왕음 변한후)
  9. Wang Chim, Príncipe Nakrang (? - 20 de abril de 1083) (왕침 낙랑후)
  10. Príncipe Chonghye (총혜수좌)
  11. Princesa Jeokgyeong (? - 1113) (적경궁주)
  12. Princesa Boryeong (? - 1113) (보령궁주)
3. Consorte Real Ingyeong Hyeon-Bi del clan Incheon Lee (인경현비 이씨)
  1. Príncipe Yangheon (? - 1099) (양헌왕)
  2. Príncipe Buyeo (? - 10 de octubre de 1112)(부여공)
  3. Príncipe Jinhan (? - 4 de noviembre de 1099) (진한공)
4. Consorte Real Injeol Hyeon-Bi del clan Incheon Lee (? - 29 de julio de 1082) (인절현비 이씨)
5. Consorte Real Inmok Deok-Bi del clan Gyeongju Kim (? - 16 de junio de 1094) (인목덕비 김씨)

## Sucesión
| Predecesor: Jeongjong II | Dinastía de Koryo Yejong de Koryo 1019 - 1083 | Sucesor: Sunjong |

- Datos: Q493769